# بازیگر (آلبوم)
بازیگر نام یک آلبوم موسیقی اثر قاسم افشار (خواننده)، هنرمند ایرانی است که در سبک پاپ تهیه شده و دارای ۸ آهنگ است.

## فهرست آهنگ‌ها
| ردیف | آهنگ      |
| ۱    | هم‌قسم     |
| ۲    | غریبی     |
| ۳    | دل نگرون  |
| ۴    | اسیر      |
| ۵    | معبد شرقی |
| ۶    | فریاد     |
| ۷    | شب شیشه‌ای |
| ۸    | بازیگر    |